# Hybanthus denticulatus
Hybanthus denticulatus är en violväxtart som beskrevs av H.E. Ballard, M.A. Wetter och N. Zamora. Hybanthus denticulatus ingår i släktet Hybanthus och familjen violväxter. Inga underarter finns listade i Catalogue of Life.